# Skälderviken
För orten med detta namn, se Skälderviken (ort)

Karta över Skälderviken.

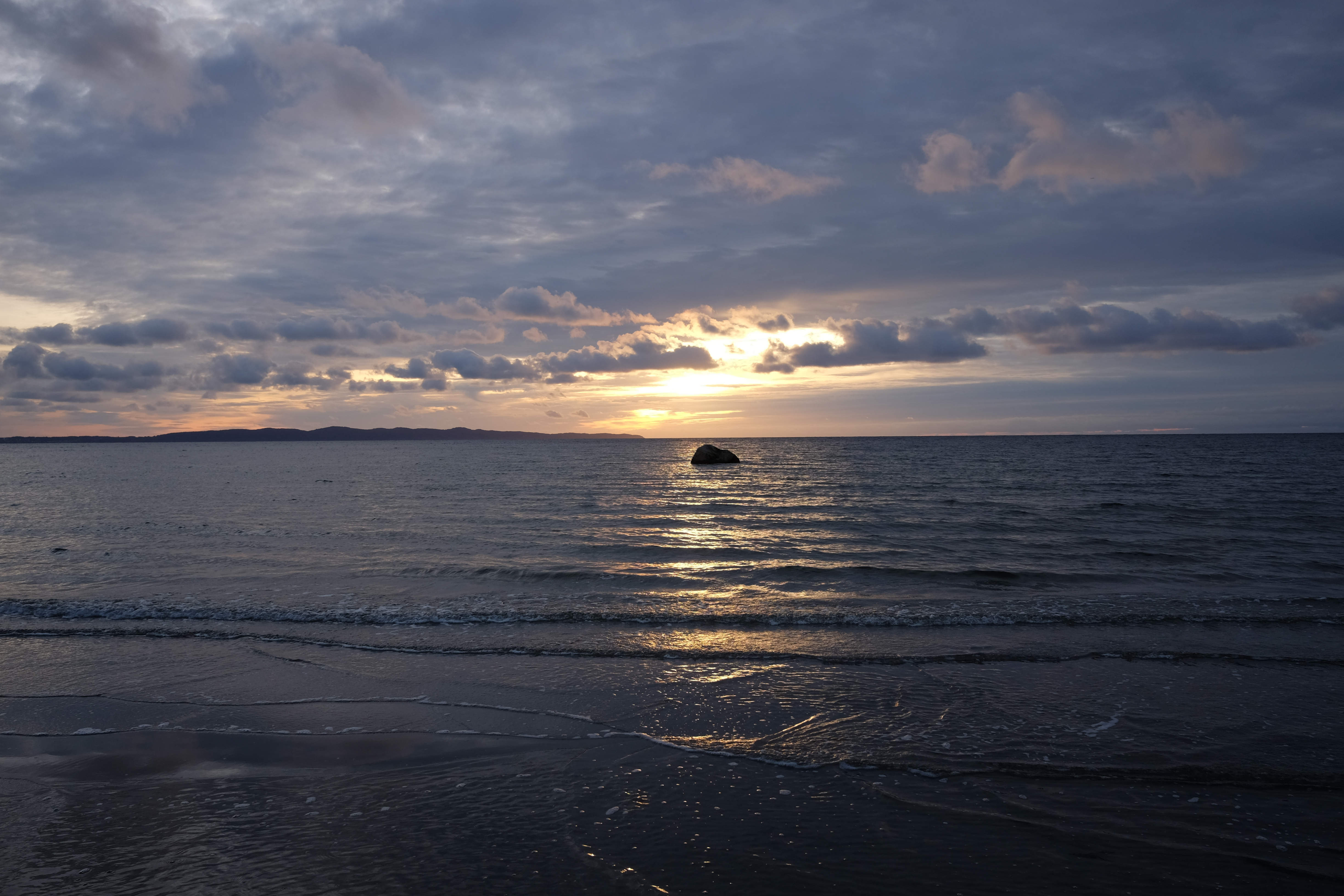
Skälderviken sedd från Glimminge plantering mot Kullaberg.

Skälderviken är en vik av Kattegatt, i nordvästra Skåne mellan Bjärehalvön och Kullen. Den är omkring 23 kilometer lång i nordvästlig-sydöstlig riktning och 14 kilometer bred från Kullens spets till Västra Karups strand. På norra sidan ligger Hallands Väderö med några skär. Viken har flera fiskelägen, och innerst utmynnar Rönne å (vid samhället Skälderviken) och Vege å (söder om Ängelholm).
På Vejby bys ägor i Barkåkra socken låg det numera nedlagda Kronprinsessan Victorias kustsanatorium för skrofulösa barn. Omkring två kilometer sydost om Skäldervikens innersta del ligger Ängelholm.